# Санто-Домінго
Са́нто-Домі́нго, або Са́нто-Домі́нго-де-Гусма́н (ісп. Santo Domingo, або ісп. Santo Domingo de Guzmán) — столиця Домініканської Республіки, її культурний і економічний центр. Місто розташоване на півдні Домініканської Республіки, у південно-східній частині острова Гаїті. Місто займає ділянку рівнинного узбережжя Карибського моря в тому місці, де в море впадає річка Осама.

## Історія розвитку міста

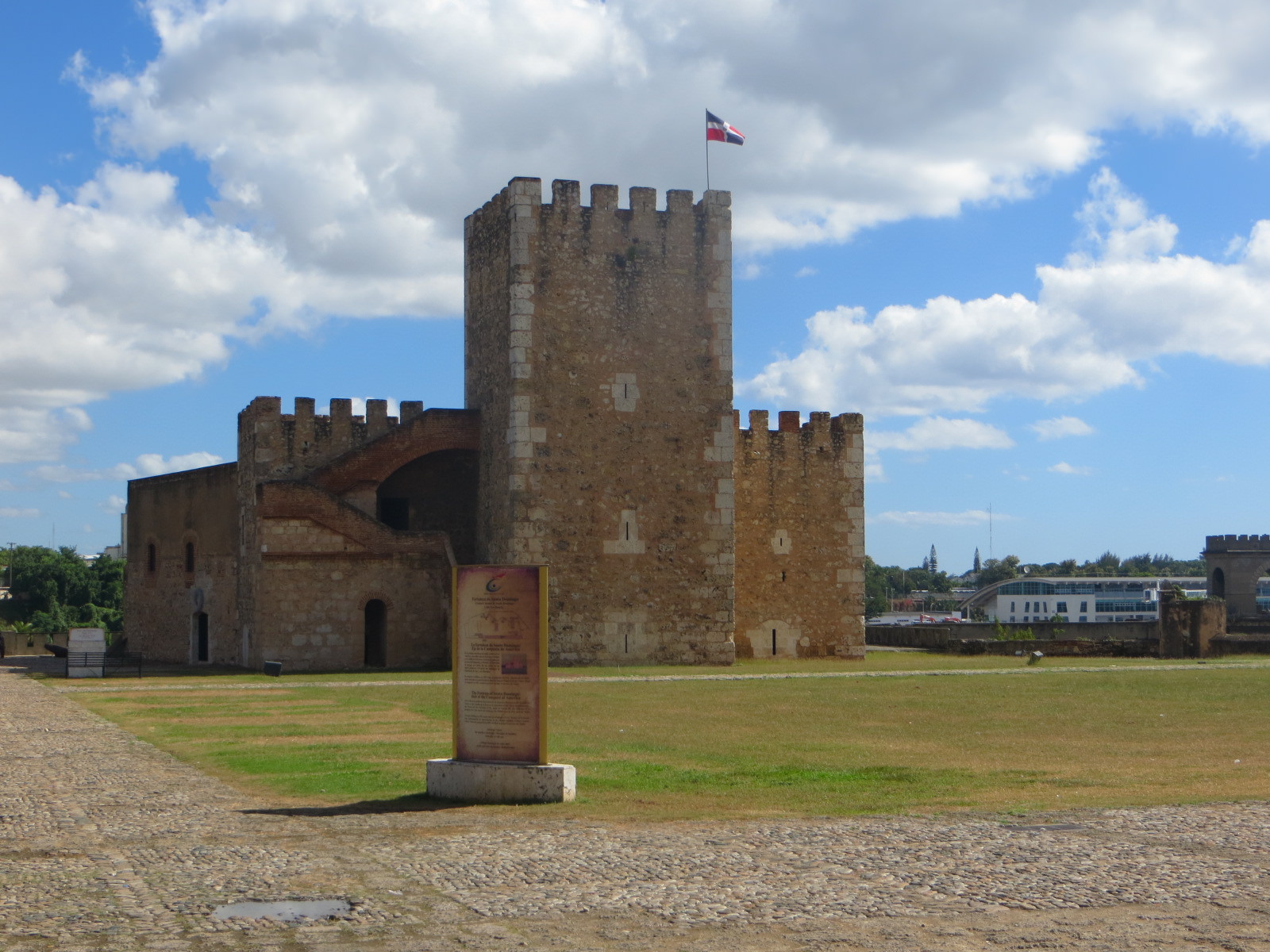
Фортеця Осама, перша європейська фортеця в Америці (1507)

Санто-Домінго був заснований 1494 року братом знаменитого мореплавця Христофора Колумба, Бартоломео Колумбом, на східному березі річки Осама. Спочатку місто дістало назву Нова Ізабела на честь Ізабели, королеви Кастилії, проте надалі було перейменоване на Санто-Домінго на честь святого Домініка. Відтоді Санто-Домінго стало відоме як «Ворота на Кариби» і головне місто острова Еспаньйола (Гаїті). Експедиції, які призвели до колонізації Пуерто-Рико Понсе де Леоном, підкорення Куби Дієго Веласкесом де Куельяром, завоювання Мексики Ернаном Кортесом і відкриття Тихого океану Васко Нуньєсом де Бальбоа, були розпочаті з Санто-Домінго.
Історична частина міста називається Ла Зона і був оголошений об'єктом Всесвітньої спадщини по ЮНЕСКО.
У червні 1502 року Санто-Домінго було зруйновано сильним ураганом, і новий губернатор Ніколас де Овандо заново відбудував його на західному березі річки Осама. Санто-Домінго — найстаріший постійний населений пункт Америки, заснований європейцями. У XVI столітті це місто стало столицею всіх іспанських колоній Нового Світу, тут розміщувалася резиденція віце-короля. Проте після того, як іспанці захопили Перу і Мексику, острівні колоніальні володіння, серед яких і Гаїті, втратили своє колишнє значення для іспанців.
У січні 1586 року Френсіс Дрейк, англійський пірат, захопив і розграбував місто. У 1654 році лорд-протектор Олівер Кромвель направив у Карибське море англійський флот під командуванням адмірала Вільяма Пенна в складі 18 бойових кораблів і 20 транспортів із десантом з метою захоплення Санто-Домінго і всього острова Гаїті. У 1655 році флот досяг острова і атакував Санто-Домінго, але захопити місто англійцям не вдалося. Зазнавши поразки на Гаїті, англійський флот напав і захопив набагато менш захищену Ямайку.
У XVIII столітті до порту Санто-Домінго стали завозити з Африки чорношкірих рабів, оскільки знову виникла потреба у робочій силі на плантаціях острова Гаїті.
1794 року після повстання африканських невільників на Гаїті вся територія острова опинилася в руках повстанців, і іспанцям довелося залишити Санто-Домінго. За угодою, підписаною в Базелі 1795 року, місто стало власністю Франції. 1801 року Санто-Домінго було захоплене озброєними загонами гаїтянських революціонерів, що виступали за незалежність острова від французів. 1803 року під тиском повсталого населення, що спочатку зазнало поразки, але продовжило боротьбу, французькі колонізатори були змушені залишити Гаїті. Після проголошення незалежності острова 1804 року іспанці все ж таки залишили за собою право володіння його східною частиною і міцно облаштувалися в Санто-Домінго.
1844 року Санто-Домінго набув статусу столиці Домініканської Республіки. Проте і після введення в країні республіканського правління у столиці та інших населених пунктах Гаїті періодично спалахували повстання, оскільки Іспанія не припиняла посягань на територію країни. 1916 року місто захопили війська США. Період окупації тривав до 1924 року, коли було прийнято нову Конституцію Домініканської Республіки. У 1936—1961 роках Санто-Домінго мало назву Сьюдад-Трухільйо на честь президента Домініканської Республіки Рафаеля Трухільйо, що став диктатором країни. 1930 року місто серйозно постраждало від сильного урагану, що пройшовся по місту та його околицях. Протягом подальших десятиліть архітектуру столиці було відновлено. У 1940—1950 роках економіка міста перебувала на досить високому рівні, тут прокладалися нові дороги, значні фінанси вкладалися в будівництво промислових підприємств, а також у розвиток системи охорони здоров'я і народної освіти.
У 1950-х роках серед населення Санто-Домінго стало наростати невдоволення диктаторською політикою Рафаеля Трухільйо. У 1956, 1959, 1960 роках у місті ставалися масові збройні виступи проти представників панівної верхівки. У 1965 році столицею заволоділи революційно налаштовані війська повстанців, вони вимагали введення конституційного порядку в країні і позбавлення влади реакційної хунти, що заручилася підтримкою військ США, які були розташовані в Санто-Домінго. До кінця 1960-х у результаті врегулювання політичної ситуації в країні промисловість столиці почала розвиватися ефективніше, але внаслідок інфляції і безробіття рівень життя населення залишився доволі низьким. У середині 1980-х у Санто-Домінго сталися масові заворушення, спричинені протестом місцевих жителів проти безперервного зростання цін та економічної політики корумпованої влади. У 1990-х центральний уряд запропонував програму боротьби з корупцією і подолання економічної кризи, реалізація якої мала велике значення для господарського життя Санто-Домінго.

## Уряд і політика

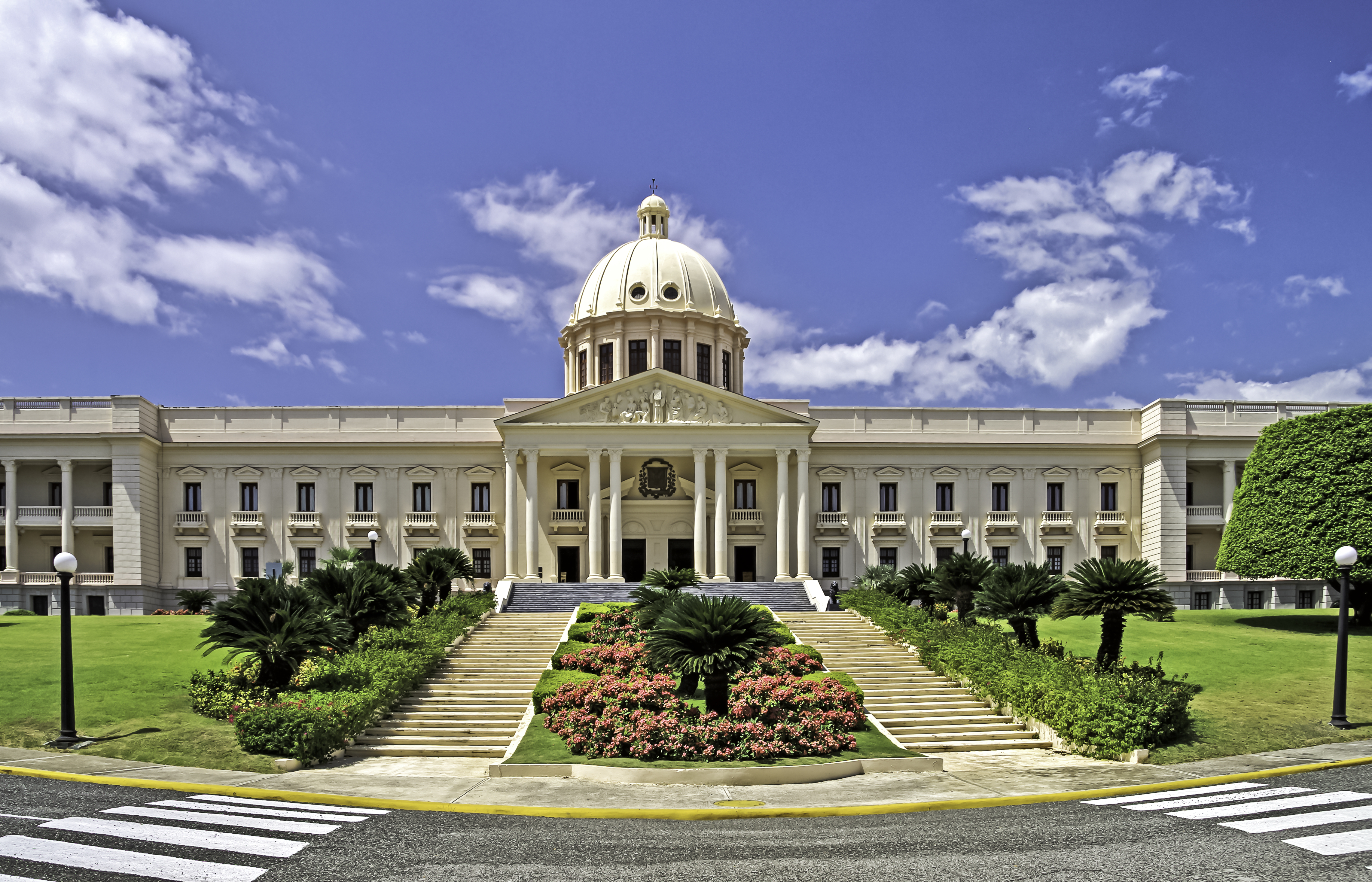
Національний палац в Санто-Домінго (офіційна резиденція президента та віце-президента)

У Санто-Домінго розташовані головні адміністративні установи країни: резиденція уряду Домініканської Республіки, інші урядові установи, канцелярія президента, Національний конгрес, Верховний суд і т. ін. Місто управляється мерією Національного адміністративного округу, яка виконує муніципальні функції. Поточний мер Санто-Домінго — Девід Колладо.
«Policía Nacional» (національна поліція) і «Policia Turística» (туристична поліція) відповідають за забезпечення безпеки міста.

## Економіка
Санто-Домінго є культурним, фінансовим, політичним і торговельним центром Домініканської Республіки. Саме тут сконцентрована більша частина багатства країни, а також законодавча, судова і виконавча влада. Місто приваблює безліч міжнародних компаній, таких як Ikea, Goldcorp і Barrick, завдяки своєму географічному положенню і економічній стабільності. Головні або регіональні офіси цих компаній зазвичай також розташовані в Санто-Домінго. Порт Санто-Домінго, головний і найстаріший порт країни, розташований на центральному узбережжі у гирлі річки Осама.
Головним фактором, який допоміг місту рости і конкурувати на світовому ринку, є телекомунікаційна інфраструктура. Завдяки іноземним інвестиціям Санто-Домінго і Домініканська Республіка в цілому користуються сучасною і розгалуженою телекомунікаційною мережею, що привернуло сюди безліч кол-центрів. Санто-Домінго має не тільки відмінну телекомунікаційну інфраструктуру, а й значне двомовне населення, яке говорить англійською.
Відображенням економічного зростання міста є його вертикальний ріст, який спостерігається в багатьох його районах. Активно ведеться висотне житлове будівництво, зводяться нові торгові центри, надземні автомагістралі, розширюється метрополітен.
У Санто-Домінго дуже значний соціальний розрив між вкрай бідними і надзвичайно багатими.

## Транспорт

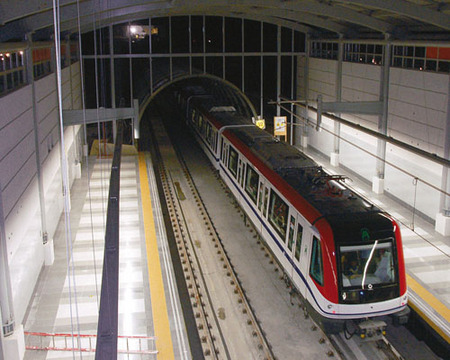
Станція метрополітену

Санто-Домінго є кінцевою точкою для чотирьох із п'яти національних автомагістралей. Національна автомагістраль DR-2 з'єднує місто з південним заходом країни, DR-1 — з містами північного заходу країни, в тому числі забезпечує прямий зв'язок із містом Сантьяго-де-лос-Трейнта-Кабальєрос. DR-3 з'єднує Санто-Домінго зі східною частиною країни, в тому числі з містами Сан-Педро-де-Макоріс, Ла-Романа і основними туристичними об'єктами, такими як Пунта-Кана і Баваро. Шосе Самана з'єднує місто з провінцією Самана на північному сході країни.
Найбільш поширеними видами транспорту в місті є мотоцикли-таксі, звичайні таксі і громадські автобуси. 30 січня 2009 року було пущено першу лінію метрополітену Санто-Домінго, 1 квітня 2013 року було пущено другу лінія. Планується будівництво ще чотирьох ліній.
Санто-Домінго обслуговується двома аеропортами. Міжнародний аеропорт Ла-Ізабелла розташований в північній частині міста, в декількох кілометрах від центру міста. Обслуговує переважно внутрішні та чартерні рейси. Великий міжнародний аеропорт Лас-Америкас обслуговує Північну і Південну Америку, а також Європу.

## Населення, мова, віросповідання
Чисельність населення Санто-Домінго становить понад 2 200 000 осіб. Більше як 70 % мешканців міста — мулати, близько 10 % — афродомініканці, решта — європейці. Європейське походження має, як правило, велика частина представників вищих прошарків суспільства.
Місто має велику іммігрантську громаду, понад 20 % населення міста є іммігрантами, переважно гаїтянами. Проте в місті є недавні іммігранти з Європи, Азії та країн Латинської Америки. Місто Санто-Домінго має значну громаду азіатів (переважно китайці), арабів (переважно ліванці), а також європейців (переважно іспанці та італійці). У місті є також значне число венесуельців і пуерториканців, а також домініканців, що народилися в США та повернулися на батьківщину.
Північно-східний квадрант міста є найбіднішим, а південно-західний — найбагатшим. Санто-Домінго також вважається одним з епіцентрів зростаючого середнього класу. Місто є одним із найбільш економічно розвинених міст Латинської Америки. Населення столичної агломерації Санто-Домінго в 2010 році становило 3,8 мільйона осіб.
Державна мова — іспанська. Серед вірян переважають католики (понад 95 %).

## Освіта

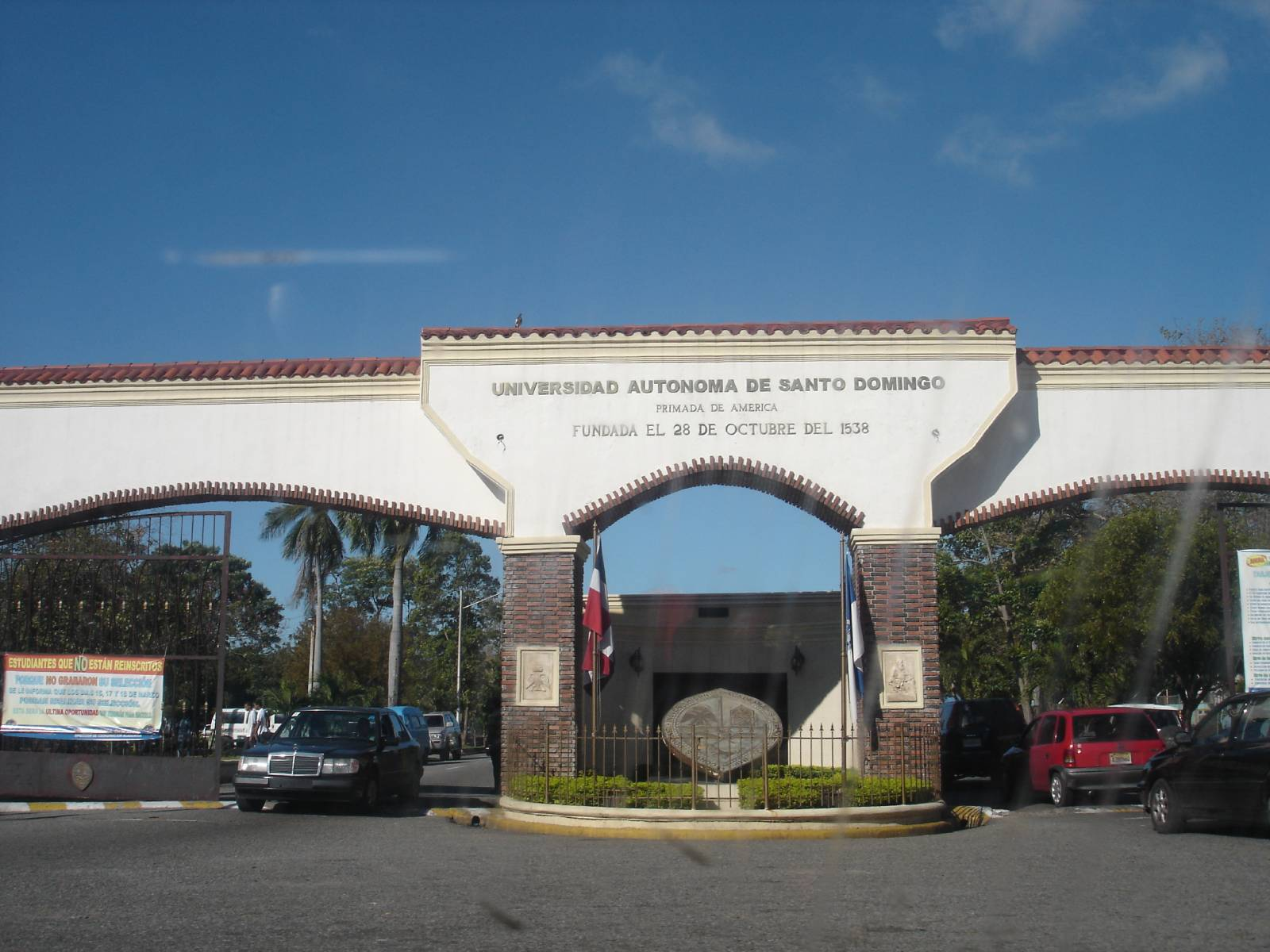
Вхід до Автономного університету Санто-Домінго

У Санто-Домінго 18 університетів, це найвищий показник серед усіх міст Домініканської Республіки. Автономний університет Санто-Домінго (UASD), заснований в 1538 році, є найстарішим університетом в Північній і Південній Америці, а також єдиним державним університетом міста. Санто-Домінго має найвищий відсоток жителів із вищою освітою.
Інші університети:
- Домініканський адвентистський університет (UNAD)
- Університет APEC (UNAPEC)
- Технологічний інститут Санто-Домінго (INTEC)
- Карибський університет (UNICARIBE)
- Університет Ібероамерикана (UNIBE) (UNIBE)
- Католицький університет Санто-Домінго (UCSD)
- Університет третього тисячоліття (UTE)
- Технологічний університет Сантьяго (UTESA)
- Національний університет Педро Енрікес Уренья (UNPHU)
- Інститут точних наук (INCE)
- Університет організації і методики (O&M)
- Міжамериканський університет (UNICA)
- Університет Еухеніо Марії де Остос (UNIREMOS)
- Університет ім. Франциско Енрікеса-і-Карвахала (UFHEC)
- Університет Американського Домініканського Культурного Інституту (UNICDA)
- Папський Католицький університет Мадре-і-Маестра (PUCMM)
- Домініканський університет промислової психології (UPID)

## Культурне значення

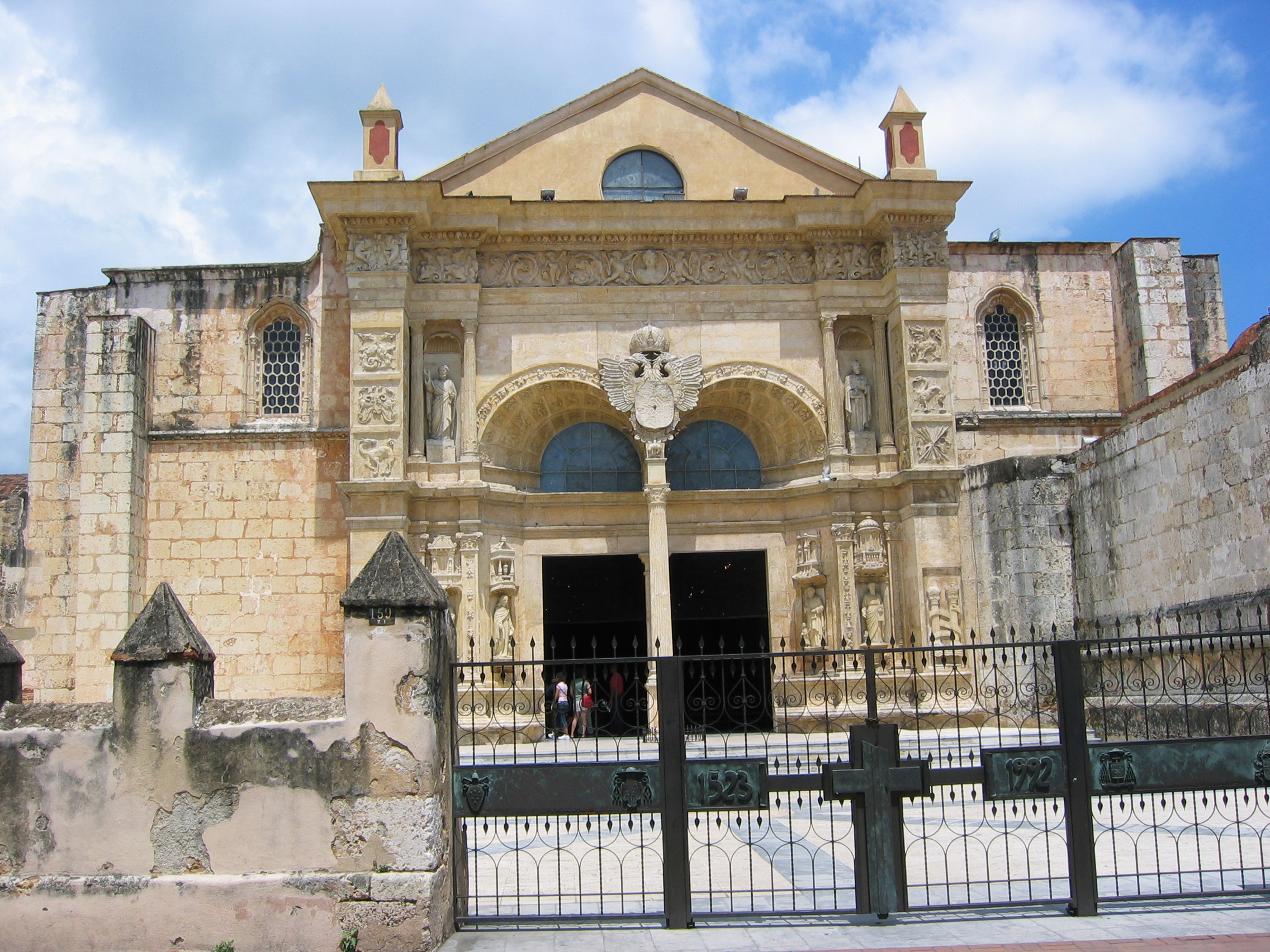
Собор Санта-Марія-ла-Менор

Архітектурні споруди в Санто-Домінго поєднують у собі елементи готичного, арабського і романського стилів, а також Ренесансу. У колоніальну епоху в місті було зведено фортецю Осама (перша в Західній півкулі, 1507 рік); башту Торі дель Оменахе (1507 рік); палац Каса дель Альміранте (1514 рік); замок Алькасар, побудований 1514 року сином Христофора Колумба, Дієго; палац Каса де Енгомбе (1535 рік); католицький собор Санта-Марія-ла-Менор (1520 рік), в якому до 1922 року розміщувалася гробниця Христофора Колумба; а також церкви Сан-Ніколос і Сан-Франциско (XVI століття). З XVI століття Санто-Домінго забудовувалося відповідно до регулярного плану. Міські стіни в Санто-Домінго зводилися більше як півтора сторіччя — з 1543 по 1702 рік. До визначних архітектурних пам'яток столиці також належать монастирі та шпиталі, що являють собою невеликі кам'яні будівлі. На території міста збереглися залишки укріплень іспанських завойовників. 1913 року в Санто-Домінго було побудовано приміщення театру, а в 1943 році споруджений великий готель «Ярагуа».
Сучасні житлові й офісні будівлі, побудовані після руйнівного урагану 1930 року, збудовані, як правило, із залізобетонних блоків. 1992 року в місті було споруджено Маяк Колумба. Він розташований на місці старовинного маяка, який був побудований ще 1496 року. Того ж року тут розмістили гробницю з прахом Христофора Колумба, перенесену з собору Санта-Марія-ла-Менор.
Санто-Домінго — перше університетське місто в Західній півкулі. У столиці розташований найдавніший в Америці університет Санто-Домінго, відкритий 1538 року на базі духовної семінарії. Навчання в ньому студентів почалися 1558 року за вказівкою короля Іспанії Філіпа II. Спочатку університет було названо на честь Фоми Аквінського, і він перебував під опікою домініканського монастиря. В університеті планувалося відкрити чотири факультети — медичний, юридичний, філософський і теологічний. Сюди почали приїжджати навіть іноземні студенти: з Панами, Куби, Мексики, Венесуели та інших країн. У наш час[коли?] при університеті побудовано студентське містечко. У Санто-Домінго розташовані також Академія історії, Національна школа витончених мистецтв, Національна консерваторія. Найбільшими музейними установами міста є Національний музей і Національна галерея витончених мистецтв. Історичний центр міста внесено до списку світової спадщини ЮНЕСКО.

## Клімат
Клімат вологий, тропічний. Середньомісячна температура повітря коливається протягом року від +24 до +27 градусів. Середньорічний рівень опадів становить близько 1460 мм. У грудні — квітні опадів випадає досить мало. Сезон дощів триває з травня по листопад. У цей же період часто надходять тропічні циклони. У вересні 1998 року ураган Джордж викликав сильні руйнування в місті. Найнижча температура (11,0 °C) була зафіксована 5 лютого 1951 року та 7 січня 1957 року, а найвища (39,5 °C) — 29 травня 2002 року. Природна рослинність доволі мізерна і представлена переважно дрібнолистяними чагарниками, характерними для зони саван.
| Клімат Санто-Домінго, Домініканська Республіка (1961–1990, екстремуми 1909–наші дні) | Клімат Санто-Домінго, Домініканська Республіка (1961–1990, екстремуми 1909–наші дні) | Клімат Санто-Домінго, Домініканська Республіка (1961–1990, екстремуми 1909–наші дні) | Клімат Санто-Домінго, Домініканська Республіка (1961–1990, екстремуми 1909–наші дні) | Клімат Санто-Домінго, Домініканська Республіка (1961–1990, екстремуми 1909–наші дні) | Клімат Санто-Домінго, Домініканська Республіка (1961–1990, екстремуми 1909–наші дні) | Клімат Санто-Домінго, Домініканська Республіка (1961–1990, екстремуми 1909–наші дні) | Клімат Санто-Домінго, Домініканська Республіка (1961–1990, екстремуми 1909–наші дні) | Клімат Санто-Домінго, Домініканська Республіка (1961–1990, екстремуми 1909–наші дні) | Клімат Санто-Домінго, Домініканська Республіка (1961–1990, екстремуми 1909–наші дні) | Клімат Санто-Домінго, Домініканська Республіка (1961–1990, екстремуми 1909–наші дні) | Клімат Санто-Домінго, Домініканська Республіка (1961–1990, екстремуми 1909–наші дні) | Клімат Санто-Домінго, Домініканська Республіка (1961–1990, екстремуми 1909–наші дні) | Клімат Санто-Домінго, Домініканська Республіка (1961–1990, екстремуми 1909–наші дні) |
| Показник                                                                             | Січ.                                                                                 | Лют.                                                                                 | Бер.                                                                                 | Квіт.                                                                                | Трав.                                                                                | Черв.                                                                                | Лип.                                                                                 | Серп.                                                                                | Вер.                                                                                 | Жовт.                                                                                | Лист.                                                                                | Груд.                                                                                | Рік                                                                                  |
| Абсолютний максимум, °C                                                              | 34,4                                                                                 | 33,9                                                                                 | 36,0                                                                                 | 37,0                                                                                 | 39,5                                                                                 | 37,2                                                                                 | 37,8                                                                                 | 38,8                                                                                 | 36,7                                                                                 | 38,8                                                                                 | 35,0                                                                                 | 33,5                                                                                 | 39,5                                                                                 |
| Середній максимум, °C                                                                | 29,2                                                                                 | 29,2                                                                                 | 29,6                                                                                 | 30,2                                                                                 | 30,4                                                                                 | 30,8                                                                                 | 31,3                                                                                 | 31,5                                                                                 | 31,4                                                                                 | 31,1                                                                                 | 30,6                                                                                 | 29,6                                                                                 | 30,4                                                                                 |
| Середня температура, °C                                                              | 24,4                                                                                 | 24,4                                                                                 | 24,9                                                                                 | 25,6                                                                                 | 26,3                                                                                 | 26,9                                                                                 | 27,0                                                                                 | 27,1                                                                                 | 27,0                                                                                 | 26,7                                                                                 | 26,0                                                                                 | 24,9                                                                                 | 25,9                                                                                 |
| Середній мінімум, °C                                                                 | 19,6                                                                                 | 19,7                                                                                 | 20,2                                                                                 | 21,1                                                                                 | 22,2                                                                                 | 22,9                                                                                 | 22,8                                                                                 | 22,7                                                                                 | 22,7                                                                                 | 22,3                                                                                 | 21,4                                                                                 | 20,3                                                                                 | 21,5                                                                                 |
| Абсолютний мінімум, °C                                                               | 11,0                                                                                 | 11,0                                                                                 | 13,3                                                                                 | 15,5                                                                                 | 16,5                                                                                 | 18,6                                                                                 | 18,2                                                                                 | 18,0                                                                                 | 18,0                                                                                 | 17,0                                                                                 | 17,0                                                                                 | 13,0                                                                                 | 11,0                                                                                 |
| Середня кількість сонячних годин на місяць                                           | 229,6                                                                                | 230,5                                                                                | 258,4                                                                                | 253,3                                                                                | 244,2                                                                                | 234,7                                                                                | 229,6                                                                                | 237,7                                                                                | 222,7                                                                                | 207,9                                                                                | 218,8                                                                                | 205,7                                                                                | 2773,1                                                                               |
| Норма опадів, мм                                                                     | 63.0                                                                                 | 56.8                                                                                 | 53.8                                                                                 | 71.9                                                                                 | 187.7                                                                                | 140.1                                                                                | 144.6                                                                                | 177.4                                                                                | 180.9                                                                                | 186.8                                                                                | 99.8                                                                                 | 84.3                                                                                 | 1447.1                                                                               |
| Днів з опадами                                                                       | 7,2                                                                                  | 5,9                                                                                  | 6,1                                                                                  | 6,5                                                                                  | 10,8                                                                                 | 10,1                                                                                 | 11,3                                                                                 | 11,8                                                                                 | 11,3                                                                                 | 12,7                                                                                 | 9,2                                                                                  | 8,6                                                                                  | 111,5                                                                                |
| Вологість повітря, %                                                                 | 82.5                                                                                 | 80.8                                                                                 | 79.3                                                                                 | 78.8                                                                                 | 82.5                                                                                 | 83.7                                                                                 | 83.8                                                                                 | 84.6                                                                                 | 85.1                                                                                 | 85.7                                                                                 | 84.2                                                                                 | 83.3                                                                                 | 82.9                                                                                 |
| ------------------------------------------------------------------------------------ | ------------------------------------------------------------------------------------ | ------------------------------------------------------------------------------------ | ------------------------------------------------------------------------------------ | ------------------------------------------------------------------------------------ | ------------------------------------------------------------------------------------ | ------------------------------------------------------------------------------------ | ------------------------------------------------------------------------------------ | ------------------------------------------------------------------------------------ | ------------------------------------------------------------------------------------ | ------------------------------------------------------------------------------------ | ------------------------------------------------------------------------------------ | ------------------------------------------------------------------------------------ | ------------------------------------------------------------------------------------ |
| Джерело:                                                                             |                                                                                      |                                                                                      |                                                                                      |                                                                                      |                                                                                      |                                                                                      |                                                                                      |                                                                                      |                                                                                      |                                                                                      |                                                                                      |                                                                                      |                                                                                      |

## Галерея

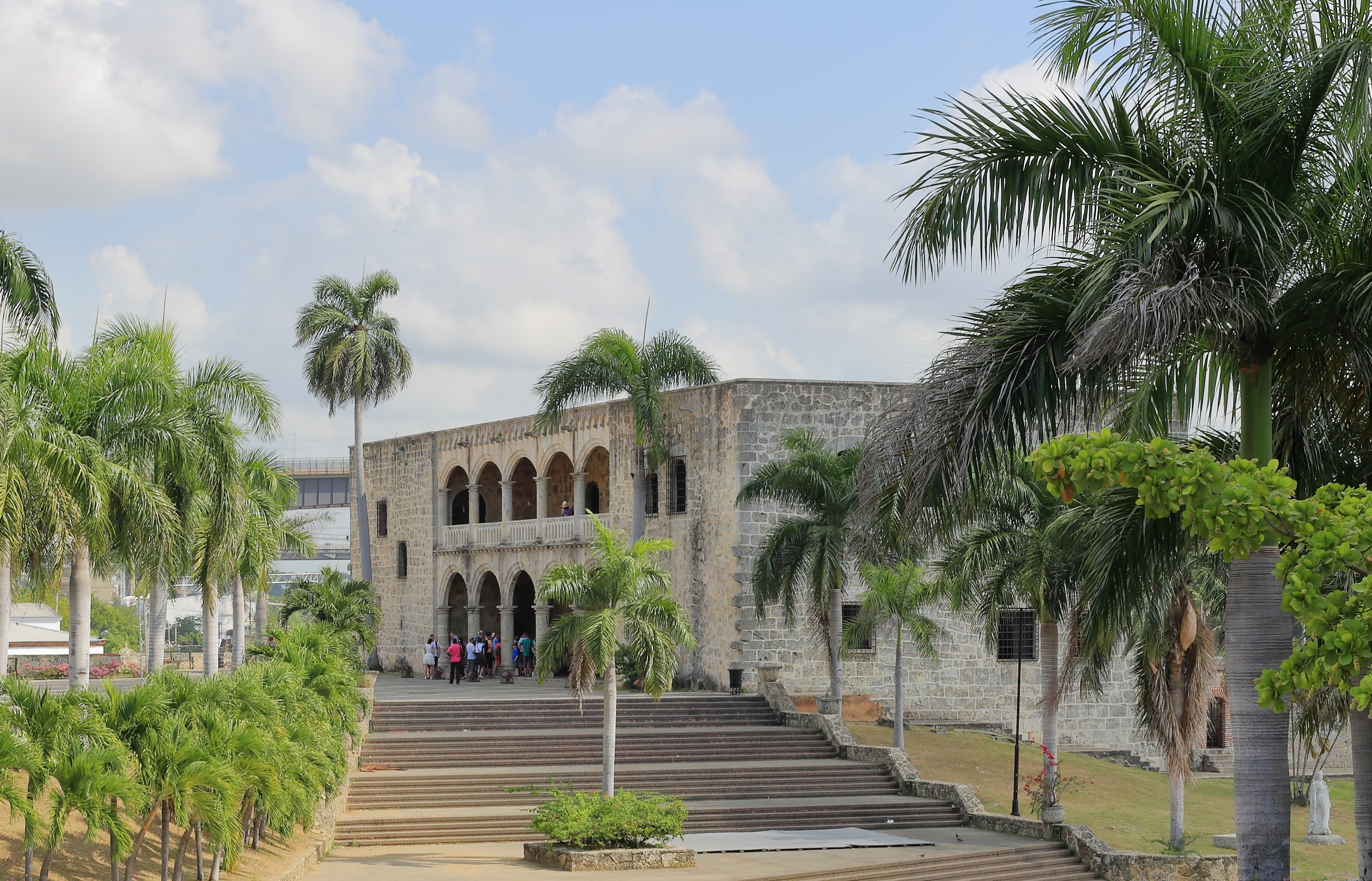
Замок Алькасар
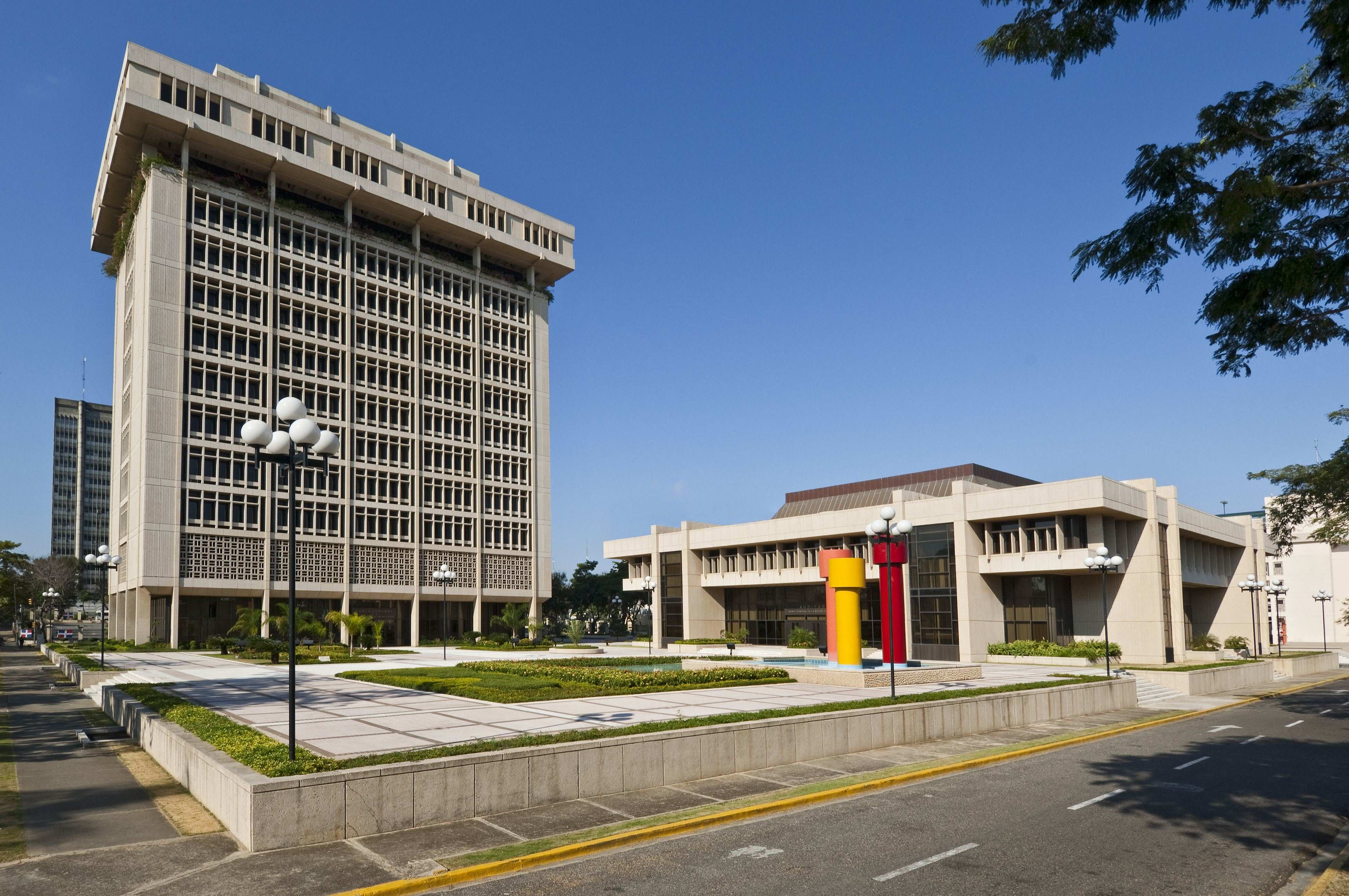
Центральний банк
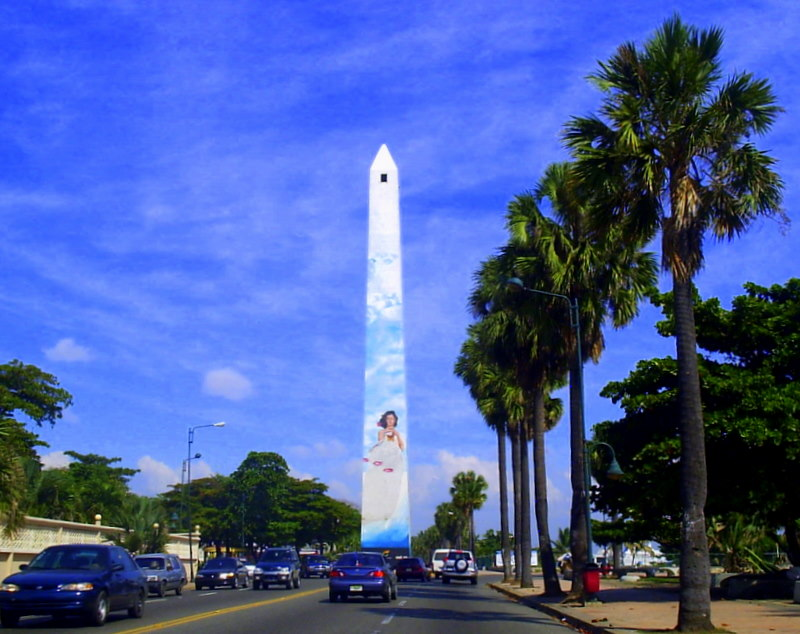
Авеню Джорджа Вашингтона
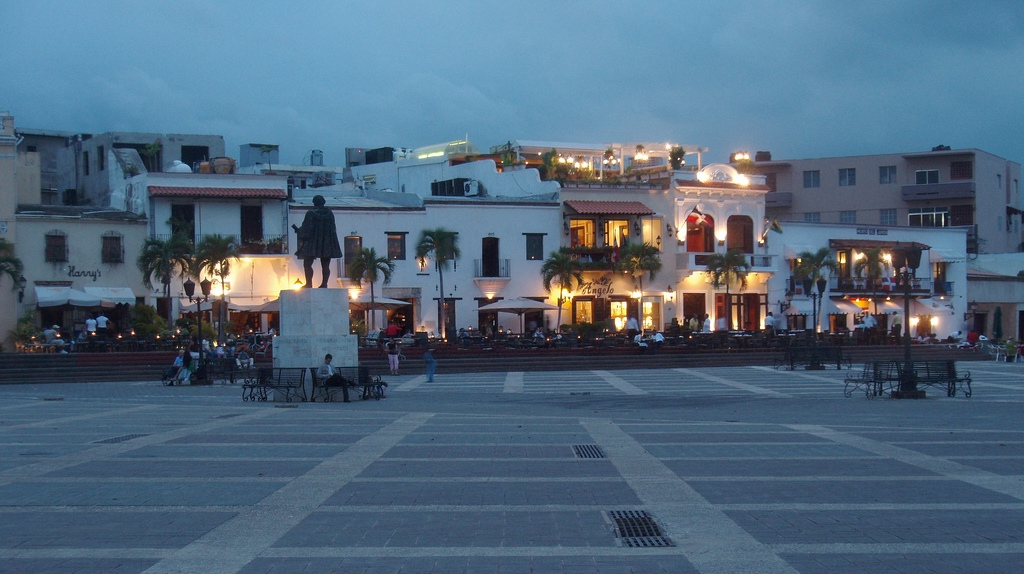
Площа Іспанії
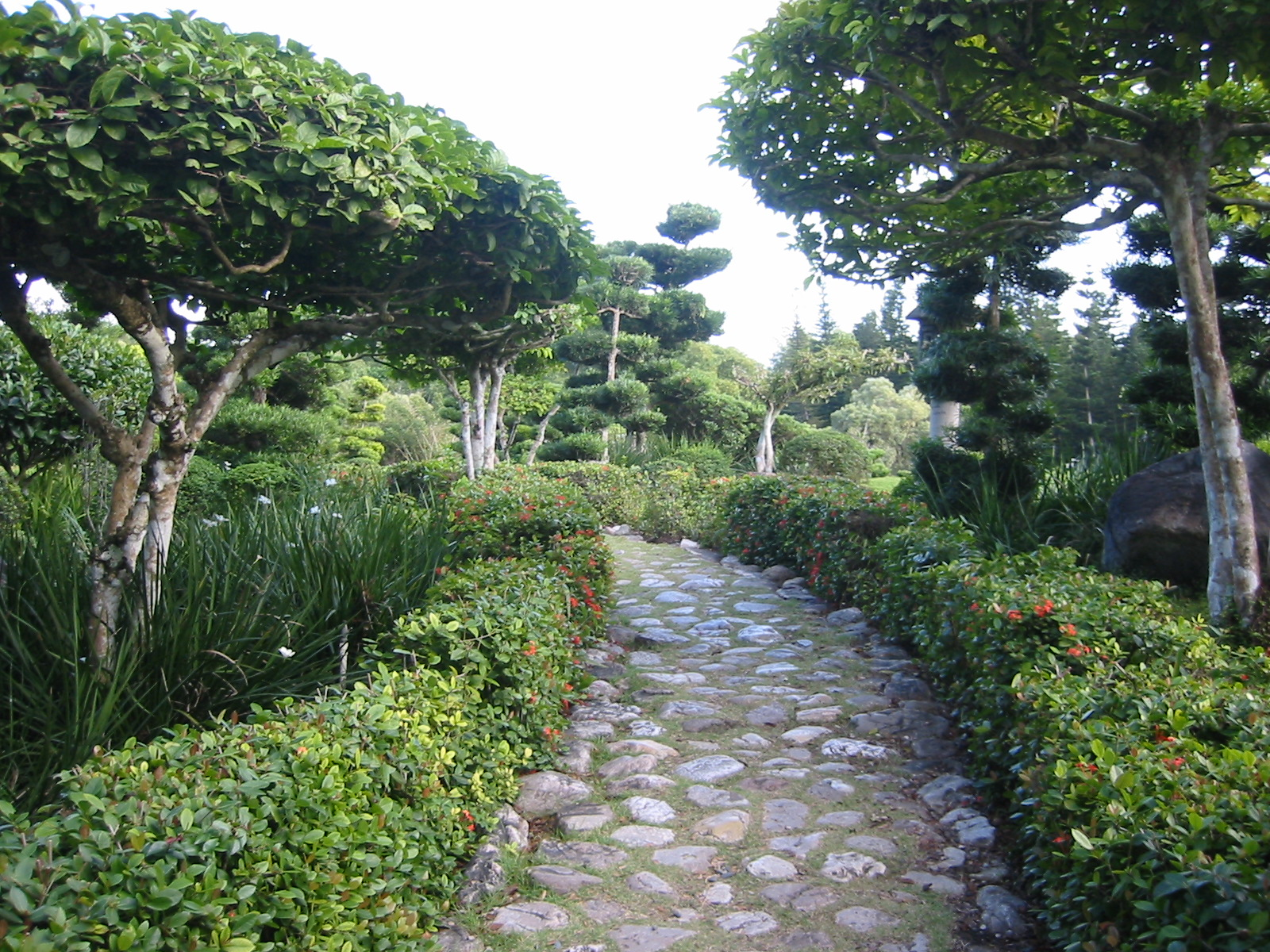
Національний ботанічний сад Санто-Домінго
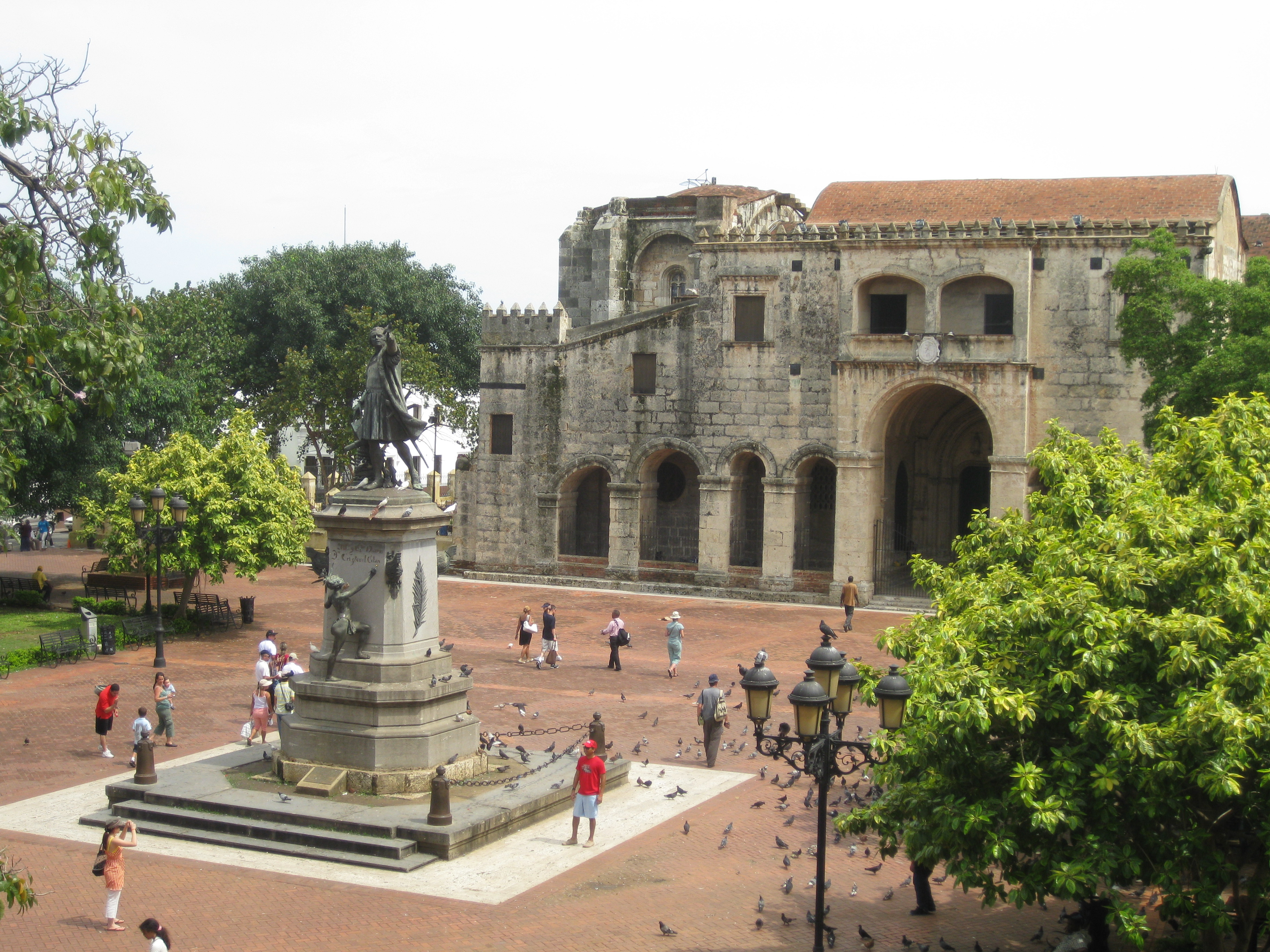
Парк Колумба
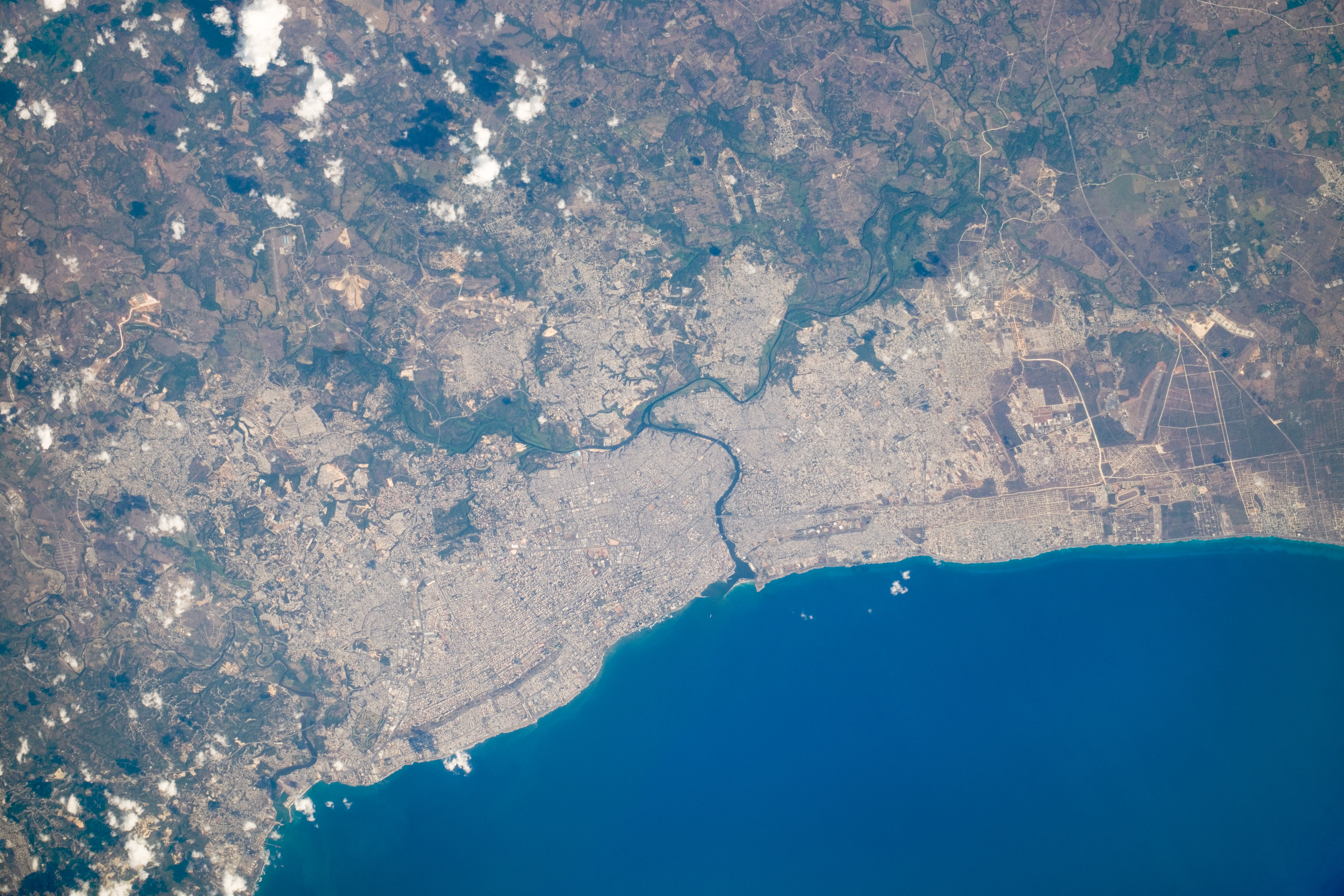
Вид на Санто-Домінго з космосу, 2010

## Міста-побратими
- Нью-Йорк, США
- Берлін, Німеччина
- Маямі, Флорида, США
- Тайбей, Тайвань
- Каракас, Венесуела
- Сарасота, Флорида, США
- Париж, Франція
- Мадрид, Іспанія
- Торонто, Канада
- Хайфа, Ізраїль
- Буенос-Айрес, Аргентина
- Бостон, США
- Берн, Швейцарія
- Лондон, Велика Британія
- Тенерифе, Гран Канарія, Іспанія
- Провіденс, Род-Айленд, США